# アクリントンFC
アクリントン・フットボール・クラブ（Accrington Football Club）は、イングランド、ランカシャー州、アクリントンを本拠地としてかつて存在していたサッカークラブチームである。
1876年にアクリントンFCとして創立され、1888年4月には、世界初の本格的な国内サッカーリーグに参加した12チームに名を連ねた。その後クラブの経営難のため、1892/93シーズンを最後に活動を終えた。

## タイトル
- なし